# عود هندي
عود هندي (الاسم العلمي: Aquilaria malaccensis) هو نوع من النباتات يتبع جنس العود من الفصيلة المثنانية. وهي شجرة دائمة الخضرة ومعمرة من فصيلة المثنانية يستعمل خشبها كبخور نفيس.

## تاريخ
ذكرها ابن بطوطة (ت 779 هـ) ووصفها كما يلي:

## وصف النبات
يصل ارتفاع الشجرة إلى عشرين متراً. ساق العود أسطواني أملس، والقلف عبارة عن قشرة رقيقة سمكها في الغالب 4 ملم. لون خشب النبات أبيض خفيف، ورقيق دون رائحة. وعند تشريح الساق، تتواجد أنسجة اللحاء جنب إلى جنب مع أنسجة الخشب. وتتميز الأوراق بأنها متبادلة معنقة ونصلُ الورقة بيضاوي مستطيل، ويتراوح طولها ما بين 9 - 5) سم (وعرضها 4,5 - 2,5) سم (وقمة الورقة زائدة، وحافة النصل كاملة ملساء.
النورة خيمية (طرفية أو أبطية) يتراوح عدد الأزهار من 12 - 4 زهرة، وتبدو الأزهار صغيرة بيضاء مخضرة، طوال موسم الأزهار الممتدّ شهري (نيسان/ أبريل ـ أيار/ مايو). أما الثمرة فهي عبارة عن علبة، خضراء مصفرة، يصل طولها إلى 5,2 سم، فيها بذرتان فقط، ودورة حياة الجنين قصيرة جداً حيث تصل إلى عشرين يوماً كحد أقصى، ويمتدّ موسم الإثمار في الأشهر ما بين (تموز/ يوليو ـ أيلول/ سبتمبر).

## البيئة والإنتشار
تنمو الأشجار في المناطق الاستوائية وشبه الاستوائية من قارة آسيا، وخصوصاً في الأرض الجبلية غير العالية والسفوح ذات التربة الرملية، بدءاً بمنطقة آسام الهندية، التي تتواجد فيها ثلاثة أنواع هي: "Aquilaria agallocha" وهو النوع الأكثر انتشاراً في آسام، والثانية " Aquilaria malaccensis" ويتركز انتشارها في المناطق الحدودية مع بورما وتتواجد في بورما، أما النوع الثالث فهو شجيرات تتواجد في منطقة جبال خسيان الهندية، ولذا فاسمها " Aquilaria Khasiana"
أما في بورما فـتنمو " Aquilaria malaccensis"
وفي كمبوديا وجنوب فيتنام الـ "Aquilaria crassna"
وفي أندونيسيا وماليزيا: «Aquilaria bancana و Aquilaria becariana»
حتى الصين حيث تنتشر الـ "Aquilaria senensis"

## أسماء علمية مرادفة
- (باللاتينية: Agallochum malaccense)
- (باللاتينية: Aloexylum agallochum)
- (باللاتينية: Aquilaria agallocha)
- (باللاتينية: Aquilaria agallochum)
- (باللاتينية: Aquilaria moluccensis)
- (باللاتينية: Aquilaria ovata)
- (باللاتينية: Aquilaria secundaria)
- (باللاتينية: Aquilariella malaccensis)

## أسماء أخرى
العود الهندي أو اليَلَنْجُوج أو الأَلَنْجُوج أو الأَلَنْجَج أو اليَلَنْجَج أو الأَلَنْجِيج أو اليَلَنْجُوجَى أو العُود النَيْء أو العُود الخَام أو العُود الجَاف أو العُود الصِرْف أو عُود البَخُور , شجر العود.